# Haagse Poort
De Haagse Poort is een kantoorgebouw in Den Haag, opgeleverd in 1994. 

## Het gebouw
Het is een opvallend, asymmetrisch bouwwerk van 275 meter lang dat de Utrechtsebaan met een grote boog overspant. Daardoor valt het te beschouwen als de moderne stadspoort tot Den Haag. De Haagse Poort bestaat uit een hoog- en een laagbouwdeel, die zijn verbonden door de boog vanaf de zevende etage. De grootste hoogte bedraagt 70 meter (16 verdiepingen). Het gebouw heeft een bruto vloeroppervlakte van 109.420 m² en biedt ongeveer 68.000 m² aan kantoorruimte.
Architect Rob Ligtvoet heeft bij de bouw rekening gehouden met de stank, de vervuiling en het lawaai van een zeer drukke weg. Het gebouw heeft een eigen schoneluchtinstallatie en de ramen in de boog zijn gemaakt van zes centimeter dik veiligheidsglas - ze wegen per stuk 500 kilo. De bouwkosten bedroegen circa 135 miljoen euro. Opdrachtgever voor de bouw van dit groen-wit gestreepte kantoorgebouw is verzekeringsmaatschappij Nationale-Nederlanden. 

De centrale hal van het gebouw bestaat uit een kubus met zijden van 25 meter, waarop een cilinder die met een koepel bekroond wordt.

## NN,  McDermott en AOC
De Haagse Poort is opgeleverd in september 1994 en in 1995 in gebruik genomen. In het kantorencomplex zijn de hoofdkantoren van NN Group, Nationale-Nederlanden, NN Investment Partners, McDermott  en Aramco Overseas Company gevestigd. 

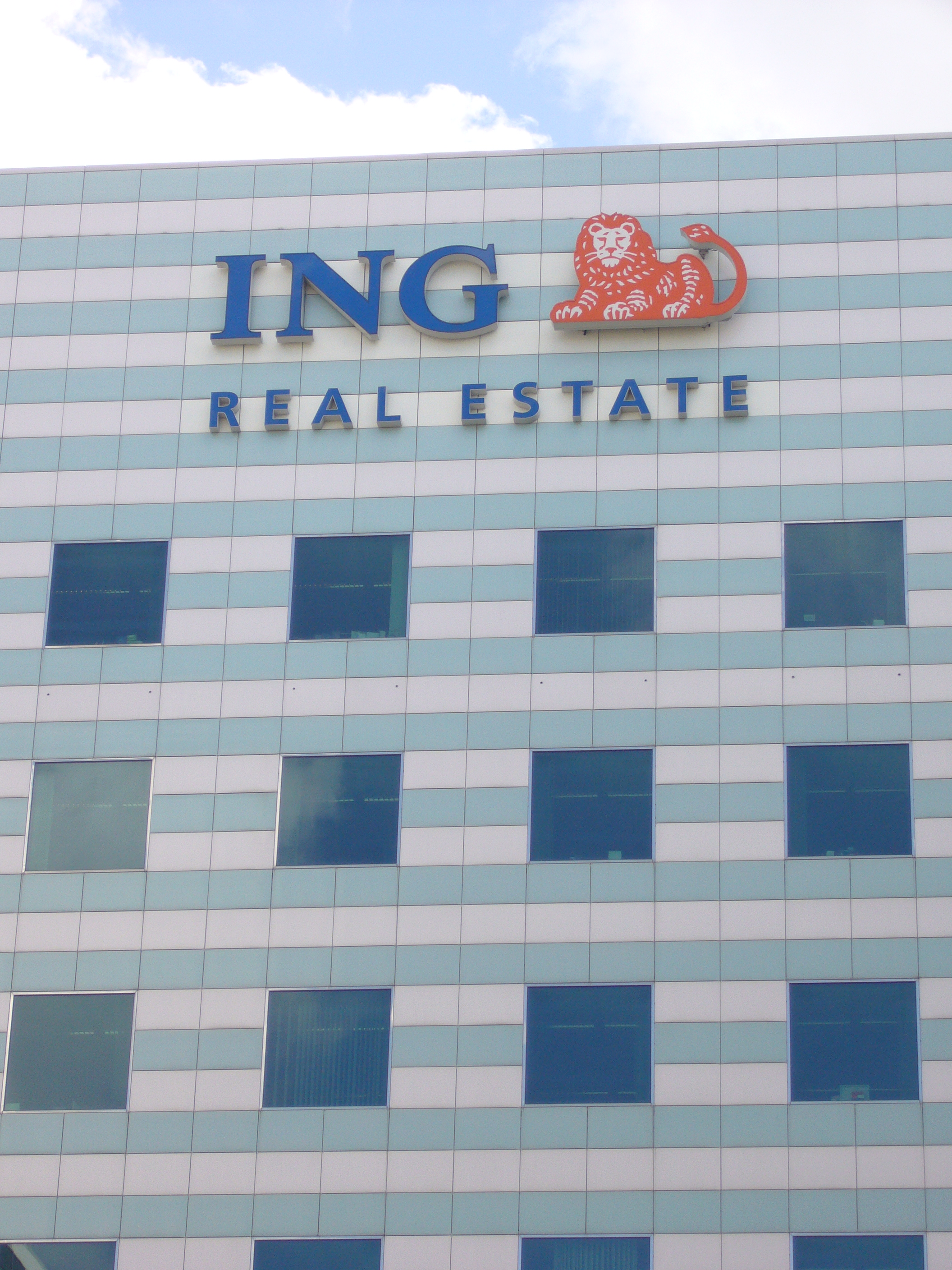
ING Real Estate
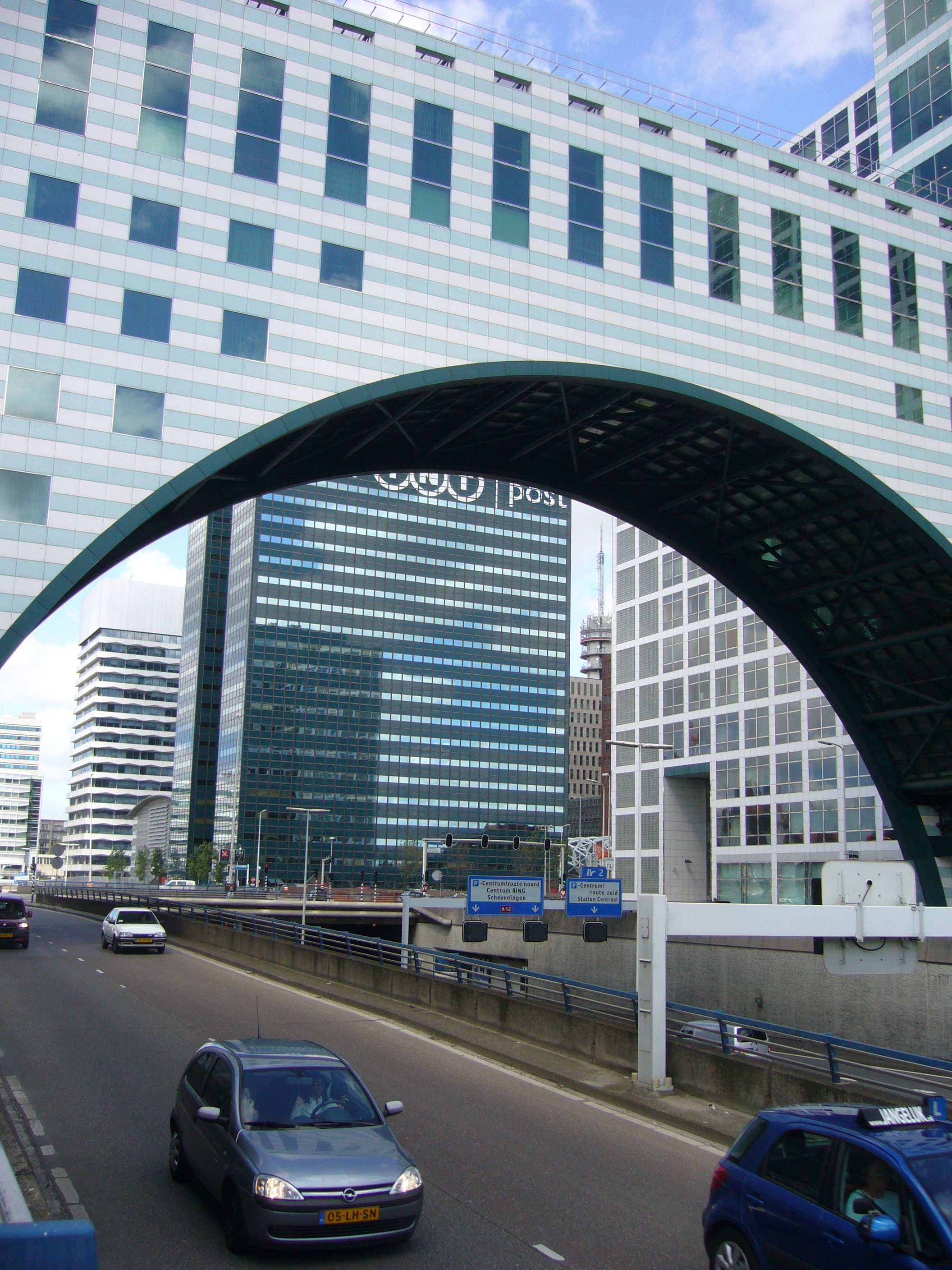
De 'poort' in close-up